# Kollóttadyngja

Kollóttadyngja is een schildvulkaan in IJsland gelegen in het Ódáðahraun lavaveld. De Kollóttadyngja is 1177 meter hoog en heeft een diameter van 6 tot 7 kilometer. De krater is 800 meter in diameter maar slechts 20 tot 30 meter diep, en in het midden ervan is er een 60 - 70 meter diepe verzakking met een diameter van ongeveer 150 meter.